# Łucznictwo na World Games 2017
Łucznictwo na World Games 2017 rozegrane zostało w dniach 22–30 lipca 2017 roku w Hali Stulecia we Wrocławiu. W turnieju wzięło udział 96 łuczników z 34 krajów. Zawodnicy rywalizowali w trzech dyscyplinach: łuku gołym (klasycznym), bloczkowym (złożonym), oraz łuku refleksyjnym.

## Państwa uczestniczące
(W nawiasie liczba zawodników reprezentująca dany kraj)
- Australia (5)
- Austria (2)
- Belgia (2)
- Chińskie Tajpej (1)
- Kolumbia (2)
- Chorwacja (3)
- Czechy (2)
- Dania (3)
- Egipt (1)
- Salwador (1)
- Finlandia (3)
- Francja (7)
- Niemcy (3)
- Wielka Brytania (4)
- Węgry (2)
- Indie (1)
- Iran (2)
- Włochy (5)
- Japonia (2)
- Malezja (2)
- Meksyk (3)
- Namibia (2)
- Holandia (3)
- Filipiny (1)
- Polska (7)
- Puerto Rico (1)
- Rosja (2)
- Serbia (1)
- Słowenia (3)
- Republika Południowej Afryki (2)
- Korea Południowa (1)
- Hiszpania (3)
- Szwecja (5)
- Stany Zjednoczone (9)

## Medaliści
Źródło:

### Mężczyźni
| Konkurencja     | Złoto          | Srebro          | Brąz            |
| Łuk złożony     | Stephan Hansen | Esmaeil Ebadi   | Domagoj Buden   |
| Łuk klasyczny   | István Kakas   | John Demmer III | Martin Ottosson |
| Łuk refleksyjny | Amedeo Tonelli | Brady Ellison   | Wataru Oonuki   |

### Kobiety
| Konkurencja     | Złoto           | Srebro         | Brąz            |
| Łuk złożony     | Sara López      | Toja Ellison   | Christie Colin  |
| Łuk klasyczny   | Cinzia Noziglia | Lina Björklund | Martina Macková |
| Łuk refleksyjny | Lisa Unruh      | Naomi Folkard  | Jessica Tomasi  |

### Mikst
| Konkurencja           | Złoto                                 | Srebro                                       | Brąz                                      |
| Łuk złożony drużynowo | Dania Stephan Hansen Sarah Sönnichsen | Meksyk Rodolfo González Linda Ochoa-Anderson | Stany Zjednoczone Cassidy Cox Kris Schaff |

## Rekordy
Podczas zawodów w łucznictwie na World Games 2017 ustanowiono trzy rekordy zawodów: Sara López (707 punktów w łuku złożonym), Stephan Hansen (716 punktów w łuku złożonym), oraz drużyna Danii w rywalizacji drużynowej (1420 punktów).